# بوهنه (اوشترویک)
بوهنه (به آلمانی: Bühne) یک منطقهٔ مسکونی در آلمان است که در اویترویک واقع شده‌است. بوهنه ۵۵۸ نفر جمعیت دارد.